# Vụ án 12 triệu con tin chấn động sở cảnh sát
Trụ sở cảnh sát bị run rẩy bởi 12 triệu con tin (揺れる警視庁 1200万人の人質 Yureru Keishichou Sennihyakumannin no Hitojichi) là mẩu truyện thứ 107 trong xê-ri mangaThám tử lừng danh Conan  Conan Edogawa ở Tokyo Metropolitan Police Department để bắt kẻ đánh bom.

tankōbon 36 củaThám tử lừng danh Conan phát hành bởi Viz Media vào ngày 12 tháng 10 năm 2010 với hình ảnh Tháp Tokyo phía sau

Mẩu truyện trải dài trong 6 chương được xuất bản trên tạp chí Weekly Shōnen Sunday của Shogakukan. Sau đó chuyển vào tankōbon volumes 36 and 37 được phát hành ở Nhật Bản vào ngày 18 tháng 2 năm 2002 và 18 tháng 4 năm 2002. Mẫu truyện sau đó được chuyển thể thành anime episode 304 được chiếu lần đầu trên Nippon Television Network System vào ngày  6 tháng 1 năm 2003.

## Nội dung
Trong quá khứ đã từng có kẻ đặt bom nhằm vào Sở cảnh sát Tokyo và sau ba năm hắn ta đã xuất hiện trở lại. Thanh tra Shiratori đã bị hắn cài bom trong xe khiến bị thương kèm theo đó là fax thách thức trụ sở cảnh sát rằng có một quả bom nào đó đã được hắn đặt trong thành phố. Thời hạn là ba giờ chiều để tìm ra vị trí quả bom. Nhờ vào các gợi ý thủ phạm đưa ra và dựa vào suy luận của mình Conan nhận ra Tháp Tokyo chính là nơi có quả bom. Tuy nhiên, khi đến nơi Conan thấy có một bé gái bị mắc kẹt trong thang máy sợ hãi không dám ra nên đã chui vào đưa ra. Nhưng khi bé gái vừa ra thì thang máy bị chấn động mạnh và rơi xuống dưới. Tại đó Conan tìm cách thoát ra thì vô tìm thấy quả bom hẹn giờ nhưng nó gắn la bàn thủy ngân với một va chạm nhẹ sẽ khiến quả bom phát nổ. Conan yêu cầu Takagi gọi người gửi dụng cụ gỡ bom xuống dưới để mình thực hiện việc gỡ bom. Do trên màn hình nói rằng nếu cắt dây thì sẽ bỏ lỡ gợi ý về một quả bom lớn hơn, Conan giả vờ ngưng việc cắt dây gỡ bom để thủ phạm lơ là và giải mã được gợi ý từ màn hình ở ba giây cuối cùng, quả bom thứ hai được đặt ở trường Trung học Teitan, nơi Ran và Sonoko đang học. Sở cảnh sát âm thầm cử người ra vào trường gỡ bom và tìm thấy kẻ đặt bom trên một cây cầu. Hắn đã nhảy lên nóc một chiếc xe và thiếu úy Sato đuổi theo. Cuối cùng kẻ đánh bom đã bị bắt.

## Chuyển thể Anime
Mẩu truyện Trụ sở cảnh sát bị run rẩy bởi 12 triệu con tin  phát sóng ở  tập 304 được phát sóng lần đầu trên Nippon Television Network System vào ngày 6 tháng 1 năm 2003. Bài hát chủ đề mở đầu là "I can't stop my love for you♥" của Rina Aiuchi và bài hát chủ đề kết thúc là "Overture" của Koshi Inaba. Đạo diễn của tập này là Kōjin Ochi (越智浩仁), Mashu Itō (伊藤真朱) và Masato Sato (佐藤真人); Masato Sato cũng là nhà sản xuất tập này. Đạo diễn hoạt hình là Mashu Itō và Atsushi Aono (青野厚司) gồm Mari Tominaga (とみながまり). Tập phim này được phát hành trong 5 tập DVD season 11.